# Фокіна Марія Ігорівна
Фокіна Марія Ігорівна (нар. 6 березня 1986, Київ, Українська РСР) — українська співачка, модель та акторка. Відома під сценічним ім'ям MASHA FOKINA. Дочка українського бізнесмена Ігоря Фокіна та онучка першого прем'єр-міністра України Вітольда Фокіна.

## Біографія
Маша Фокіна народилася в родині першого пострадянського прем'єр-міністра України Вітольда Фокіна. Дідусь вплинув на її особистість та формування інтересу до суспільно-політичної та соціальної діяльності. Маленькою дівчиною впродовж трьох років виступала у дитячому хорі «Вогник». Брала приватні уроки вокалу. Тоді ж почала мріяти про велику сцену, попри те, що родина не розділяла її вибір.
Отримала середню освіту в Києво-Печерському ліцеї № 171 «Лідер» (1993—2003). Після закінчення ліцею вступила до Української Академії зовнішньої торгівлі за спеціальністю «менеджер підприємств». Але за 2 роки зрозуміла, що прагнення займатися творчістю виявилось сильнішим — воно і призвело її до вивчення режисури та естрадного вокалу у Національній Академії керівних кадрів культури та мистецтв. З 2012 року живе на 2 країни — Україна та США.

## Кар'єра
Дебют Маші Фокіної на великій сцені відбувся у 2003 році — з пісні та відеокліпу «Ночью» за участі гурту «4 короля». З 2005 року Маша починає співпрацювати з відомим музичним продюсером та власником DK Music Дмитром Клімашенко. У цей час остаточно формується її сценічна індивідуальність: чуттєва, сексуальна та талановита попдіва — образ, натхненний стилістикою пін-ап 40—50-х років XX століття. У період їхньої спільної роботи виходить ряд хітових пісень та кліпів, а також перший музичний альбом «Гордая» (2007). Відео для артистки знімали Алан Бадоєв, Олександр Філатович, Ольга Навроцька. З 2005 по 2010 роки Маша працювала з відомим танцювальним колективом Freedom Ballet. Брала участь у музичному фестивалі «Пісня року».
У 2008 році з'являється на сцені найпопулярнішого на той час телевізійного талант-шоу України «Фабрика зірок 2». Активно виступала на телебаченні, корпоративних концертах та заходах національного масштабу. У 2009 році Маша реалізує своє творче бачення у колекції взуття MF в колаборації з українським дизайнером Сніжаною Нех.
З 2011 року починає співпрацювати з продюсером Михайлом Ясінським (агентство «Secret Service»). У цей період у тандемі з хореографом Річардом Горном створює роботи «Свободен, парниша» та «Супер Маша». У 2012—2013 знімається в популярному серіаліті «KA$TA».
Після творчої перерви у 2017 році повертається на велику сцену з хітом «Ашанти» (Маша Фокіна & ISAAK), створеним спільно зі співаком та автором Артемом Івановим.
У 2020 році Маша продовжила експерименти в фешн-індустрії та разом з дизайнером Юлією Рудницькою (RUD Brand) започаткувала бренд стильного та затишного одягу QR. NTn.
У березні 2021 року Маша Фокіна повернулася до шоу-бізнесу з піснею «Принимаю я» після чотирирічної паузи, пов'язаної із одруженням та народженням сина.
29 жовтня 2021 року Маша Фокіна презентувала нову композицію та кліп неї «Непокорная». Ця пісня дуже глибока, і тема, яка піднімається у відео, близька кожному, хто колись любив: про неможливість забути перше кохання, і ті емоції, які залишаються до кінця життя. У кліпі розкривається історія пари, яку вже нічого не пов'язує, але коли вони випадково зустрічаються, їх накриває хвиля спогадів та почуттів.
6 травня 2022 року співачка представила пісню «Спалахи». Від самого початку війни артистка разом з родиною болісно переживає кожну втрату з боку України. Переховування рідних у підвалах та сильний страх за життя сина надихнули Машу висловити свої почуття через музику.
22 липня 2022 року Маша Фокіна презентувала пісню «Лаванда». Головний меседж якої полягає в тому, що кожен українець від початку війни, на жаль, зазнав втрат. Пісня-спогад про щасливе життя до 24 лютого.
У листопаді 2023 року співачка випустила новий кліп «Просто так». Автором слів та музики треку є Ангеліна Буковська.

## Родина
- Батько — Ігор Вітольдович Фокін (нар. 18 квітня 1958, Луганська область, Антрацитівський район)
- Мати — Марина Ігорівна Фокіна (нар. 3 травня 1962, Київ)
- Чоловік — Геннадій Маркович Шпілер (нар. 11 жовтня 1972, Одеса; у шлюбі з 2018 року)[5][6]
- Діти — Габріель Геннадійович Шпілер (нар. 25 грудня 2018)

## Творчість

### Дискографія
- «Гордая» — 2007

### Відеографія
- «Ночью» — 2003
- «Целую» — 2005
- «Гордая [Архівовано 5 вересня 2014 у Wayback Machine.]» — 2006
- «Звезды» — 2006—2007
- «Бимер [Архівовано 18 квітня 2022 у Wayback Machine.]» — 2008
- «Я не забуду тебя никогда» — 2009
- «Свободен парниша [Архівовано 15 вересня 2020 у Wayback Machine.]» — 2011
- «Ашанти» — 2017
- «ПРИНИМАЮ Я» — 2021
- «НЕПОКОРНАЯ» — 2022
- «Спалахи» — 2022
- «ЛАВАНДА» — 2022